# لوبیای شیطان
لوبیای شیطان یا خارخر یا اونونیس (نام علمی: Ononis) نام یک سرده از تیرهٔ باقلاییان است.